# Megachile patellimana
Megachile patellimana (лат.) — вид пчёл из семейства Megachilidae. Африка и Западная Азия. В пустынях эмирата Дубая (Dubai Desert Conservation Reserve, ОАЭ) отмечены на цветках растений Fabaceae (Mimosoideae), Asteraceae, Boraginaceae, Brassicaeae, Fabaceae (Papilionoideae) и Zygophyllaceae, но чаще на Heliotropium kotschyi и Tribulus macropterus, а также на Leptadenia pyrotechnica (Apocynaceae). Один из самых массовых опылителей люцерны. В Намибии отмечены на цветках Crotalaria podocarpa (Papilionoideae).